# Горна-Дыбева
Горна-Дыбева (болг. Горна Дъбева) — село в Болгарии. Находится в Пазарджикской области, входит в общину Велинград. Население составляет 202 человека.

## Политическая ситуация
Горна-Дыбева подчиняется непосредственно общине и не имеет своего кмета.
Кмет (мэр) общины Велинград — Иван Георгиев Лебанов (независимый) по результатам выборов.